# 조성역
조성역(Joseong station, 鳥城驛)은 대한민국 전라남도 보성군 조성면에 위치한 경전선의 철도역이다. 1930년 12월 25일에 영업을 시작하여 현재에 이르고 있다. 무궁화호 열차가 1일 8회 정차한다.

## 역사
- 1930년 12월 25일 : 보통역 조성리역(鳥城里驛)으로 영업 개시[1]
- 1988년 5월 21일 : 현재의 역명 조성역으로 개칭[2]
- 1991년 1월 10일 : 현재의 역사 준공
- 1994년 1월 1일 : 소화물 취급 중지[3]
- 2008년 11월 1일 : 화물취급 중지[4]
- 2011년 6월 1일 : 간이역으로 격하

### 승강장
| ↑예당     |
| 승강장 \| |
| 벌교↓     |

| 승강장 | 경전선 | 무궁화호 | 부산·순천·서광주 방면 |

## 인접한 역
| 경전선         | 경전선          | 경전선         |
| -------------- | --------------- | -------------- |
| 벌교 부전 방면 | 무궁화호 경전선 | 예당 목포 방면 |